# Cosío (község)
Cosío község Mexikó Aguascalientes államának északi részén. 2010-ben lakossága kb. 15 000 fő volt, ebből mintegy 5000-en laktak a községközpontban, Cosíóban, a többi 10 000 lakos a község területén található 53 kisebb településen élt.

## Fekvése
Az Aguascalientes állam északi csücskében elhelyezkedő község területének kb. 70%-a a Mexikói-fennsíkhoz tartozó, a tengerszint felett kb. 1900 méterrel fekvő síkság, a fennmaradó nyugati rész viszont már a Nyugati-Sierra Madre hegységhez tartozik. Itt a 2400 méteres tengerszint feletti magasságot közelítő hegyek is emelkednek. Bár az éves csapadékmennyiség nem kifejezetten kevés (400–600 mm), de az év során nem egyenletesen oszlik el, ezért a területen állandó vízfolyások nincsenek, legjelentősebb időszakos vízfolyása a La Tinaja. Cosío területének több mint 70%-át növénytermesztésre használják, a fennmaradó rész túlnyomó része rét, legelő (a nyugati vidéken, ahol a hegyek kezdődnek).

## Népesség
A község lakóinak száma a közelmúltban folyamatosan növekedett, a változásokat szemlélteti az alábbi táblázat:
| Év   | Lakosság |
| ---- | -------- |
| 1990 | 10 247   |
| 1995 | 12 136   |
| 2000 | 12 619   |
| 2005 | 13 687   |
| 2010 | 15 042   |

## Települései
A községben 2010-ben 54 lakott helyet tartottak nyilván, de nagy részük igen kicsi: 29 településen 10-nél is kevesebben éltek. A jelentősebb helységek:
| Település                               | Lakosság (2010) |
| --------------------------------------- | --------------- |
| Cosío (községközpont)                   | 4898            |
| La Punta                                | 2416            |
| El Refugio de Providencia (Providencia) | 1377            |
| El Salero                               | 1229            |
| Santa María de la Paz                   | 1026            |
| El Refugio de Agua Zarca                | 894             |
| Soledad de Arriba                       | 783             |
| Soledad de Abajo                        | 770             |
| Zacatequillas                           | 452             |
| La Esperanza (El Salerito)              | 334             |
| El Durazno                              | 214             |
| Guadalupito                             | 208             |
| Mexiquito                               | 115             |